# Sabulodes setosa
Sabulodes setosa là một loài bướm đêm trong họ Geometridae.